# Bê tông khí chưng áp

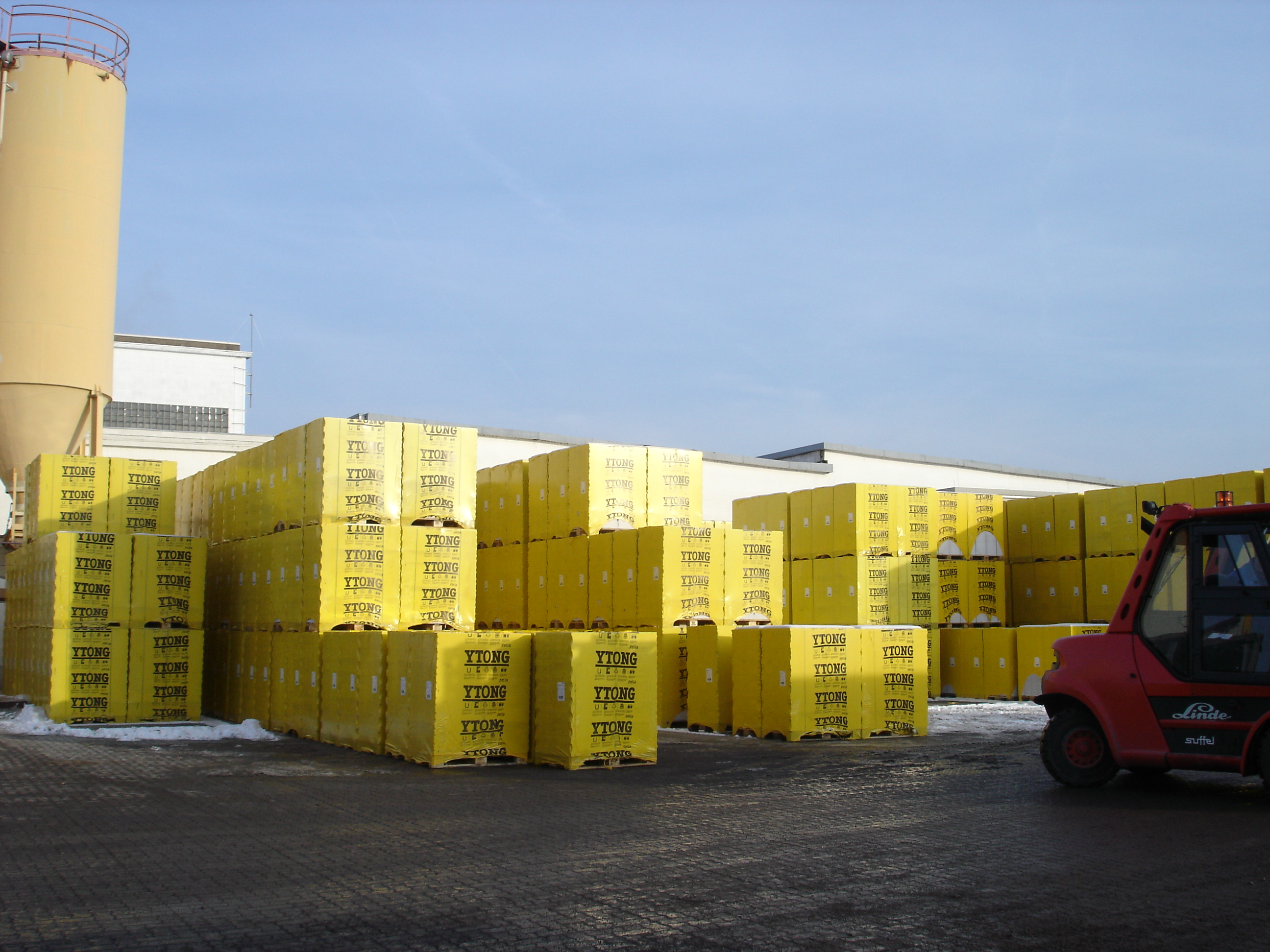
Các khối AAC (xếp trong phoi gỗ)

Bê tông khí chưng áp (tiếng Anh: Autoclaved aerated concrete hay Autoclaved cellular concrete (AAC) - hoặc Autoclaved lightweight concrete (ALC)) được kĩ sư và kiến trúc sư người Thụy Điển Johan Axel Eriksson phát minh ra vào giữa những năm 1920 để phục vụ nhu cầu xây các đồn bốt trong quân sự. Đây là vật liệu xây dựng nhẹ, được đúc sẵn hoặc sản xuất theo dây chuyền. Nó được dùng làm các cấu kiện, có khả năng cách âm, cách nhiệt, chịu lửa,... Các sản phẩm từ AAC bao gồm gạch bê tông, panel tường, panel sàn, panel mái chống thấm, dầm lanh tô...
Bê tông khí chưng áp được sử dụng nhiều trong vật liệu bê tông cách nhiệt cho cả kết cấu trong nhà và ngoài nhà. Bên cạnh khả năng cách nhiệt tốt của AAC, nó còn có ưu điểm nữa là chế tạo nhanh, dễ lắp đặt cho vật liệu, dễ dàng cắt, đục, khoan.

## Sản xuất bê tông khí chưng áp
Để sản xuất AAC, xi măng Portland được trộn với vôi, cát thạch anh, hay tro bay tái chế (sản phẩm từ các nhà máy nhiệt điện đốt than), nước, và bột nhôm-chất tạo khí (có thể thay thế cát bằng các khoáng silic hoạt tính như xỉ bazow dưới dạng nghiền mịn). Phản ứng thứ nhất giữa nhôm và hỗn hợp bê tông (cụ thể là với Ca(OH)2) tạo ra những bong bóng cỡ vi mô chứa H2, tạo ra lỗ rỗng trong bê tông, gia tăng thể tích của bê tông lên tới 5 lần so với bê tông thường. Sau khi hiđrô bay hơi sẽ để lại các lỗ rỗng kín, sau đó bê tông khí chưng áp sẽ được đổ vào khuôn tạo hình hoặc cắt thành hình dạng thiết kế. Sản phẩm này tiếp tục được đưa vào nồi hấp (khí chưng áp), nơi phản ứng thứ hai diễn ra. Dưới nhiệt độ và áp suất cao bên trong nồi Ca(OH)2 phản ứng với cát thạch anh để hình thành hydrat silica calci, đó là một cấu trúc tinh thể cứng tạo cường độ cao. Quá trình này có thể mất đến 12 giờ, trong đó áp suất có thể đạt đến 12 bar, trong khi nhiệt độ luôn đạt đến 1800 0C. Sau lúc này, vật liệu đã sẵn sàng để sử dụng.

## Đặc tính vật lý của Gạch bê tông nhẹ

##### Trọng lượng nhẹ
Gạch bê tông nhẹ (hay gạch bê tông khí chưng áp) nhẹ hơn từ ½ đến 1/3 so với gạch đất nung và chỉ bằng ¼ trọng lượng gạch bê tông thường. Nguyên nhân chính là do kết cấu bọt khí chiếm đến 80% toàn bộ cấu tạo bên trong viên gạch. Đây là đặc tính nổi trội giúp tiết kiệm lượng vật liệu làm khung, móng cọc, cũng như giúp vận chuyển, thi công dễ dàng.

##### Cách âm tốt
Gạch bê tông nhẹ có cách tản âm tự nhiên nhờ vào cấu trúc bọt khí và khả năng hấp thụ âm thanh vượt trội. Dù âm thanh từ bên ngoài đi vào phòng hay từ trong phòng đi ra đều bắt buộc chuyển động theo đường zig-zag, sóng âm bị chia nhỏ dần tại các đường gãy và giảm đến mức tối thiểu khi xuyên được qua tường. 

##### Cách nhiệt và tiết kiệm năng lượng
Gạch bê tông nhẹ có hệ số dẫn nhiệt rất thấp, vì vậy sẽ dẫn đến hiệu ứng đông ấm, hạ mát. Cũng nhờ vậy, mức điện dùng cho điều hòa nhiệt độ được tiết kiệm đến 40%, tạo giá trị lâu dài cho người sử dụng. Đồng thời, tường ngăn xây bằng gạch bê tông nhẹ có thể chịu đựng trên mức 1200 độ C của những đám cháy thông thường và không thay đổi kết cấu khi bị phun nước lạnh đột ngột. Kết quả thử nghiệm cho thấy bức tường xây bằng gạch bê tông nhẹ đảm bảo an toàn tối thiểu là 4 tiếng trong đám cháy. 

##### Độ chính xác cao
Gạch bê tông nhẹ có kích thước xây dựng khá lớn, được sản xuất theo đúng kích thước quy chuẩn, giúp việc xây tường có độ chính xác cao, giảm thất thoát lượng vữa để trát phẳng mặt. Chính điều này góp phần giảm chi phí vữa và thời gian hoàn thành so với gạch đất nung thông thường.

##### Độ bền vững cao
Gạch bê tông nhẹ là loại vật liệu xây dựng có tính đồng nhất, có gốc là bê tông và được dưỡng hộ trong điều kiện hơi nước bão hòa áp suất cao. Nhờ quá trình chưng áp, các thành phần hóa học và cấu trúc tinh thể được ổn định để tạo ra kết cấu vững chắc bao gồm chủ yếu là khoáng tobermorite. Vì thế, gạch bê tông nhẹ có độ bền vững theo thời gian, có cường độ chịu lực cao nhất trong các loại vật liệu có dạng xốp và ổn định hơn các dạng gạch bê tông thông thường.

##### Chống nhiều loại côn trùng
Là loại vật liệu không bị tấn công bởi mối, mọt, kiến hoặc các sinh vật khác trong điều kiện khí hậu nhiệt đới.

##### Thân thiện môi trường
Gạch bê tông nhẹ là sản phẩm thân thiện môi trường, từ nguồn nguyên liệu cho đến quy trình sản xuất. Sản phẩm giảm thiểu lượng chất thải gây ô nhiễm môi trường và khí thải gây hiệu ứng nhà kính.